# Санчо д’Албуркерке
Санчо д’Албуркерке, с рождено име Санчо Алфонсо Кастилски (1342 – 1374), известен като Дон Санчо Алфонсо де Кастилия, е инфант на Кастилия, 1-ви граф на Албуркерке.

## Живот
Роден в Севиля, той е девето от общо десетте незаконни деца на крал Алфонсо XI Кастилски и Елинор де Гусман.
Участва в бунта на кастилските благородници срещу деспотичната власт на брат си, Педро I Жестокия.

## Брак и деца
През 1373 година той се жени за Беатриш Португалска, дъщеря на Педру I Португалски и Инес де Кастро, с която имат две деца:
- Фернандо Санчес, 2-ри граф на Албуркерке
- Елеонора д’Албуркерке, която сключва брак с крал Фернандо I Арагонски